# ميرفن كينغ
ميرفن كينغ (بالإنجليزية: Mervin King)‏ هو ضابط شرطة أمريكي، ولد في 1 أغسطس 1914 في سان فرانسيسكو في الولايات المتحدة، وتوفي في 18 مارس 2008 في سووث باسادينا في الولايات المتحدة.